# Corymorpha anthoformis
Corymorpha anthoformis is een hydroïdpoliepensoort uit de familie van de Corymorphidae. De wetenschappelijke naam van de soort is voor het eerst geldig gepubliceerd in 1974 door Yamada, Konno & Kubota.